# Masicera latipennis
Masicera latipennis är en tvåvingeart som beskrevs av Macquart 1851. Masicera latipennis ingår i släktet Masicera och familjen parasitflugor.
Artens utbredningsområde är Frankrike. Inga underarter finns listade i Catalogue of Life.